# Primos (film 2011)
Primos (in italiano "Cugini") è un film spagnolo del 2011, scritto e diretto da Daniel Sánchez Arévalo. Si tratta della prima commedia del regista.

## Trama
Estate 2010. Dopo essere stato abbandonato dalla fidanzata poco prima del matrimonio, Diego decide di recarsi con i suoi due cugini, Julián e José Miguel, nel paese dove trascorrevano i mesi estivi da bambini, Comillas, per riprendersi il suo primo amore: Martina. Lì, i tre cugini incontreranno di nuovo il loro passato e le persone che ne hanno fatto parte, come l'inconciliabile Bachi e sua figlia Clara. In un fine settimana, tra sbronze e divertimento, anche Julián e José Miguel vivranno i loro tormenti d'amore.

## Produzione
Le riprese del film si sono svolte nelle seguenti località della Cantabria (comunità autonoma della Spagna), dal 10 maggio al 25 giugno 2010: Comillas, San Vicente de la Barquera, Cabezón de la Sal, Valdáliga.

## Distribuzione
La première del film ha avuto luogo il 13 gennaio 2011 a Santander. Un'anteprima si è poi svolta a Barcellona il 1º febbraio.
In Spagna, la data di uscita è stata il 4 febbraio 2011.

## Accoglienza
Sull'aggregatore di recensioni Rotten Tomatoes, il film ha ottenuto un punteggio medio del 69% sul 100%, mentre su IMDb il pubblico lo ha votato con 6.6 su 10.

## Riconoscimenti
- 2012
  - Premios Goya (ventiseiesima edizione): candidatura miglior attore non protagonista (Raúl Arévalo), candidatura miglior attore rivelazione (Adrián Lastra).
  - Premios de la Unión de Actores y Actrices (ventunesima edizione): miglior attore cinematografico non protagonista (Raúl Arévalo), miglior attore cinematografico di supporto (Antonio de la Torre Martín).